# 莱尚布尔
莱尚布尔（法語：Les Chambres，法語發音：[le ʃɑ̃bʁ]）是法国芒什省的一个旧市镇，属于阿夫朗什区。2016年，莱尚布尔与市镇尚塞尔翁合并为新市镇勒格里蓬。

## 地理
莱尚布尔（48°45'59"N, 1°23'17"W）面积4.18 平方千米，位于法国诺曼底大区芒什省，该省份为法国西北部沿海省份，西、北、东北三面环大西洋，东起顺时针与卡爾瓦多斯省、奧恩省、马耶讷省和伊勒-维莱讷省接壤。
与莱尚布尔接壤的市镇（或旧市镇、城区）包括：勒格里蓬、洛利夫、拉吕塞尔讷-杜特勒梅尔、蒙维龙、拉穆什、叙布利尼。
莱尚布尔的时区为UTC+01:00、UTC+02:00（夏令时）。

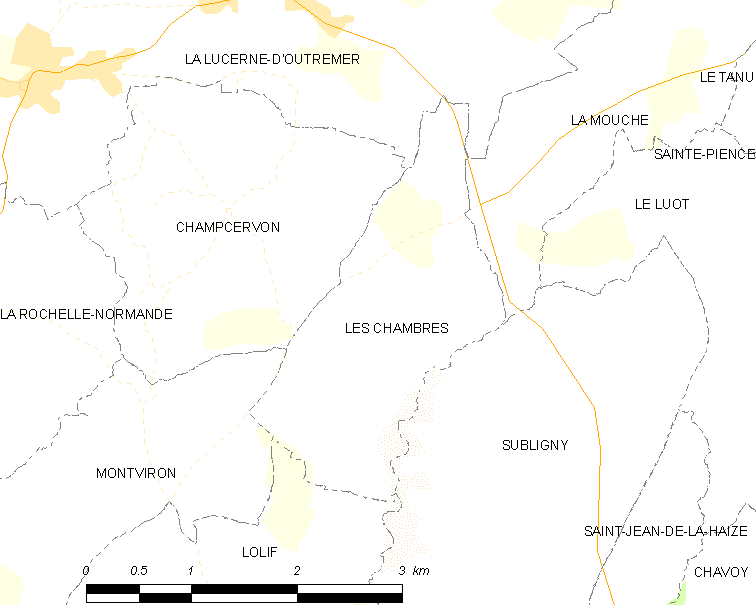
莱尚布尔的OSM定位图

## 行政
莱尚布尔的邮政编码为50320，INSEE市镇编码为50114。

## 政治
莱尚布尔所属的省级选区为布雷阿勒县。

## 人口

1962-2008年间莱尚布尔人口变化图示

莱尚布尔于2013时的人口数量为137人。